# Apatomyza angusticephala
Apatomyza angusticephala är en tvåvingeart som beskrevs av Lamas 2005. Apatomyza angusticephala ingår i släktet Apatomyza och familjen svävflugor. Inga underarter finns listade i Catalogue of Life.